# Mater Dolorosa (Killer)

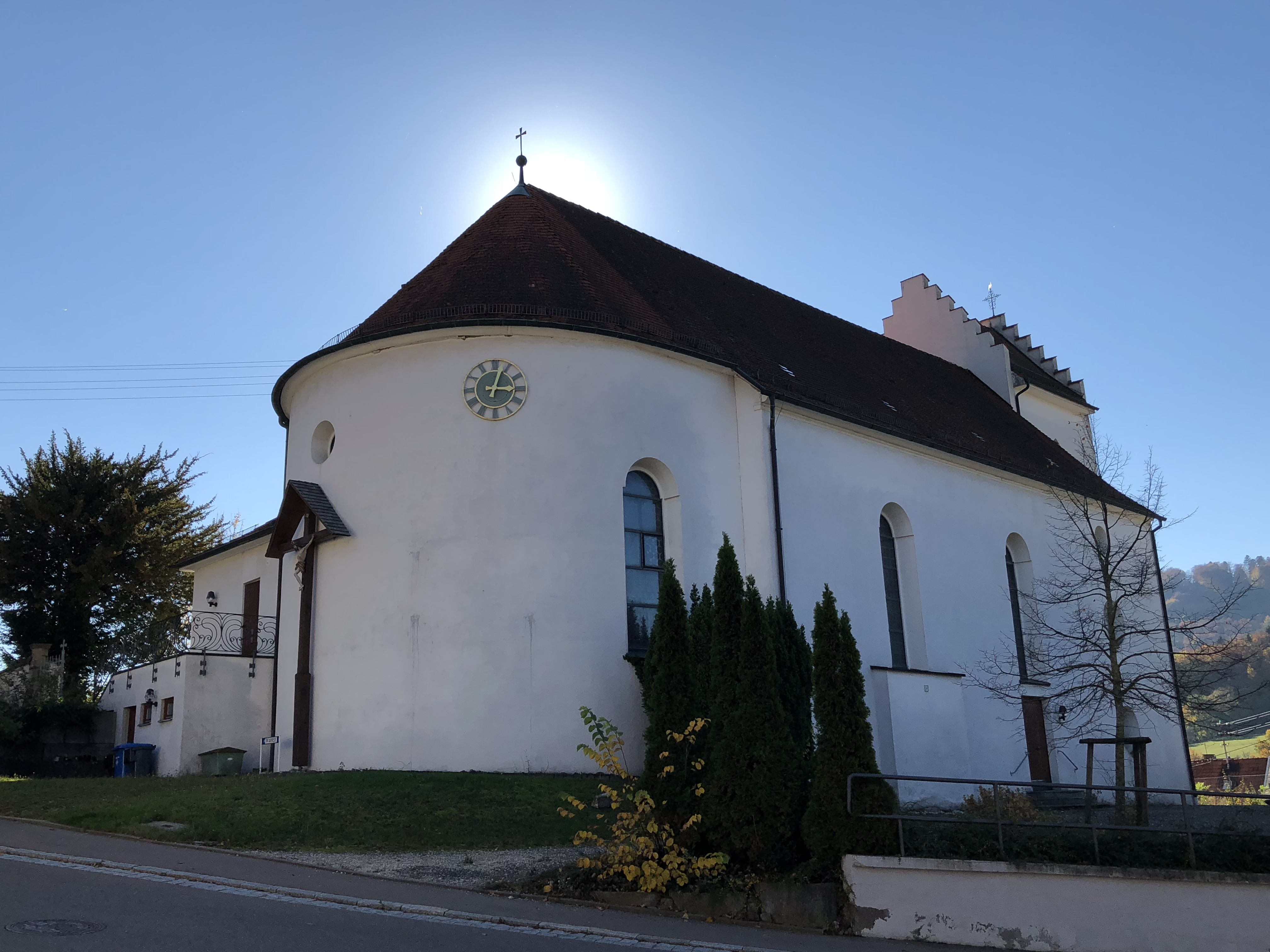
Mater Dolorosa in Killer

Die römisch-katholische Filialkirche Mater Dolorosa steht in Killer, einem Gemeindeteil der Stadt Burladingen im Zollernalbkreis in Baden-Württemberg. Die Kirchengemeinde gehört zum Erzbistum Freiburg. Das Bauwerk ist beim Landesamt für Denkmalpflege Baden-Württemberg als Baudenkmal eingetragen.

## Beschreibung

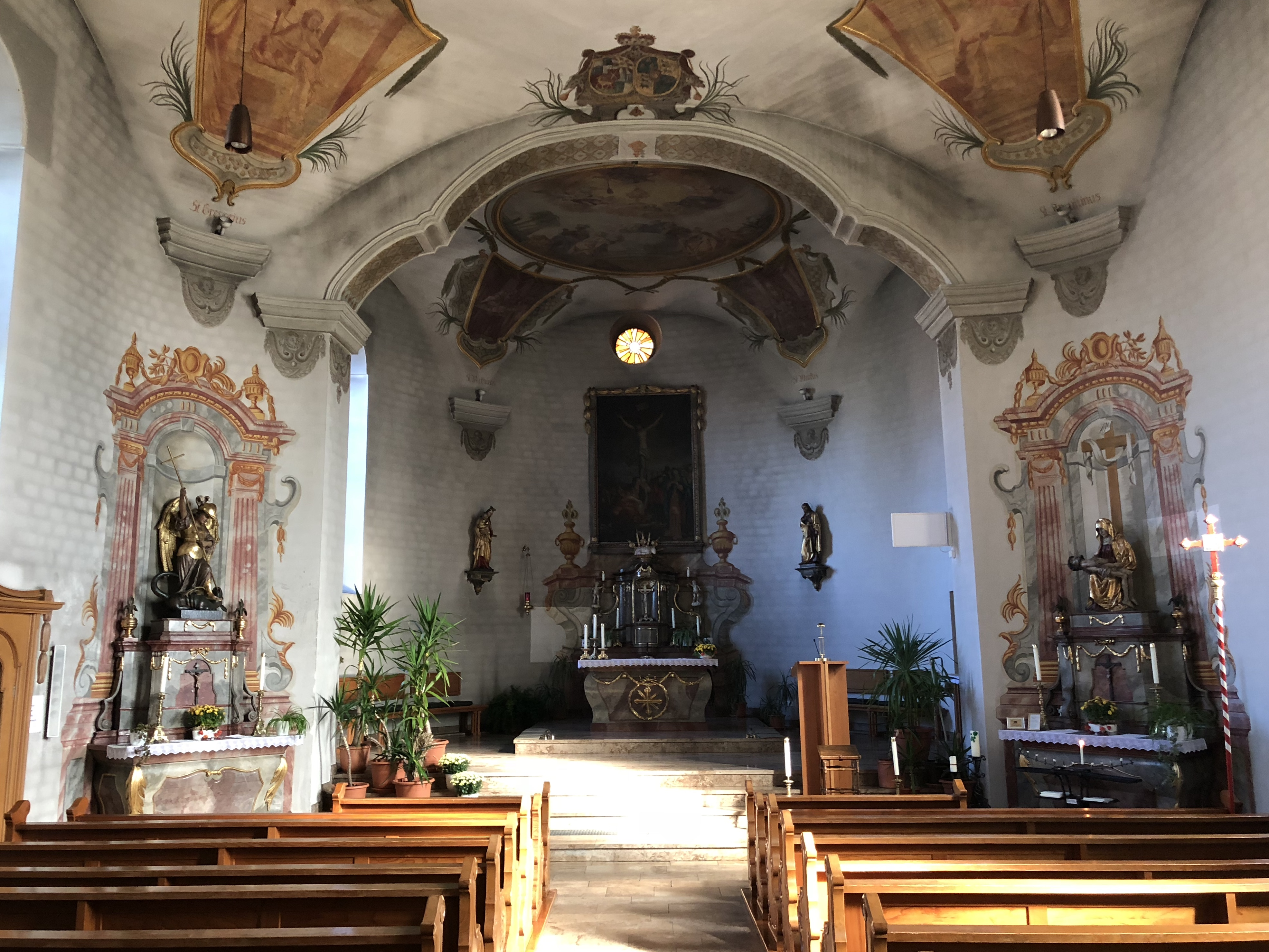
Blick zum Altar

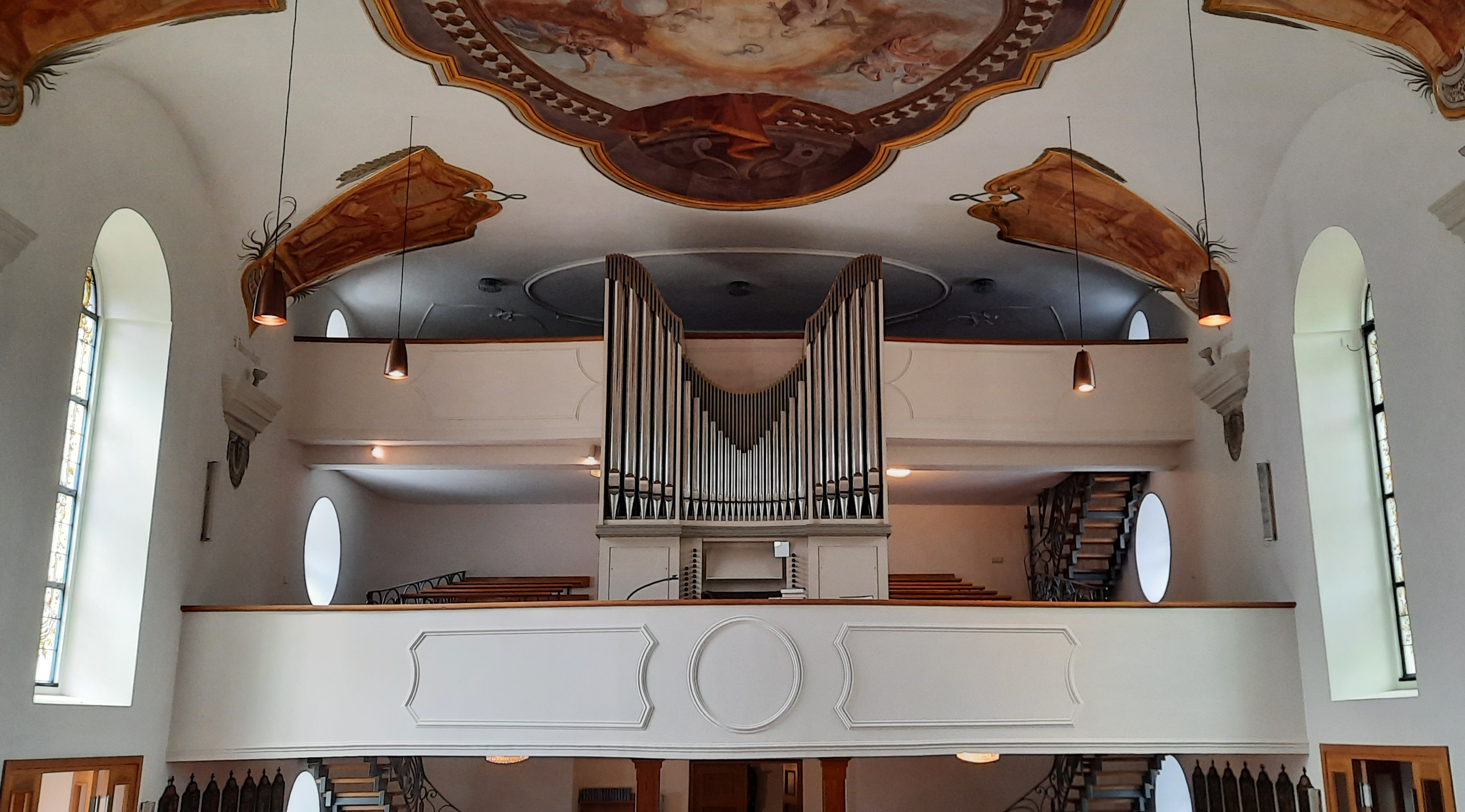
Orgel

Die Saalkirche wurde 1776 nach einem Entwurf von Christian Großbayer errichtet. Sie besteht aus einem Langhaus, einem eingezogenen, halbrund geschlossenen Chor im Osten und einem Kirchturm im Westen, der aus der Achse des Langhauses nach Süden verschoben ist, und mit einem Satteldach zwischen Staffelgiebeln bedeckt ist, in denen sich die Zifferblätter der Turmuhr befinden. Das oberste Geschoss des Kirchturms beherbergt hinter den Klangarkaden den Glockenstuhl, in dem vier Kirchenglocken hängen. Die Decke im Chor erhielt 1778 ein Fresko, auf dem Mariä Himmelfahrt dargestellt ist. Die Kirchenausstattung entstand um 1780. Die Orgel wurde 2002 als Opus 222 von Stehle Orgelbau errichtet.